# Silene marmarica
Silene marmarica är en nejlikväxtart som beskrevs av Béguinot och Vacc. Silene marmarica ingår i släktet glimmar, och familjen nejlikväxter. Inga underarter finns listade i Catalogue of Life.